# Amagi (1943)
Amagi (jap. 天城 "Niebiański zamek") – lotniskowiec typu Unryū w służbie Japońskiej Cesarskiej Marynarki Wojennej. 
Był drugim okrętem ze zmodyfikowanego typu Unryū (z trzech, które weszły do służby).

## Użycie bojowe
„Amagi” miał przenosić 23 samoloty myśliwskie Mitsubishi A6M "Zero", 21 bombowców nurkujących Aichi D3A "Val" i 21 samolotów bombowo-torpedowych Nakajima B6N "Jill". Nie został użyty w akcji bojowej poza obroną przed atakami samolotów amerykańskich w porcie Kure. 19 marca 1945 został ciężko uszkodzony przez samoloty z Task Force 58, a 24 lipca tego roku zatopiony przez samoloty z Task Force 38; zatonął ostatecznie 27 lipca.

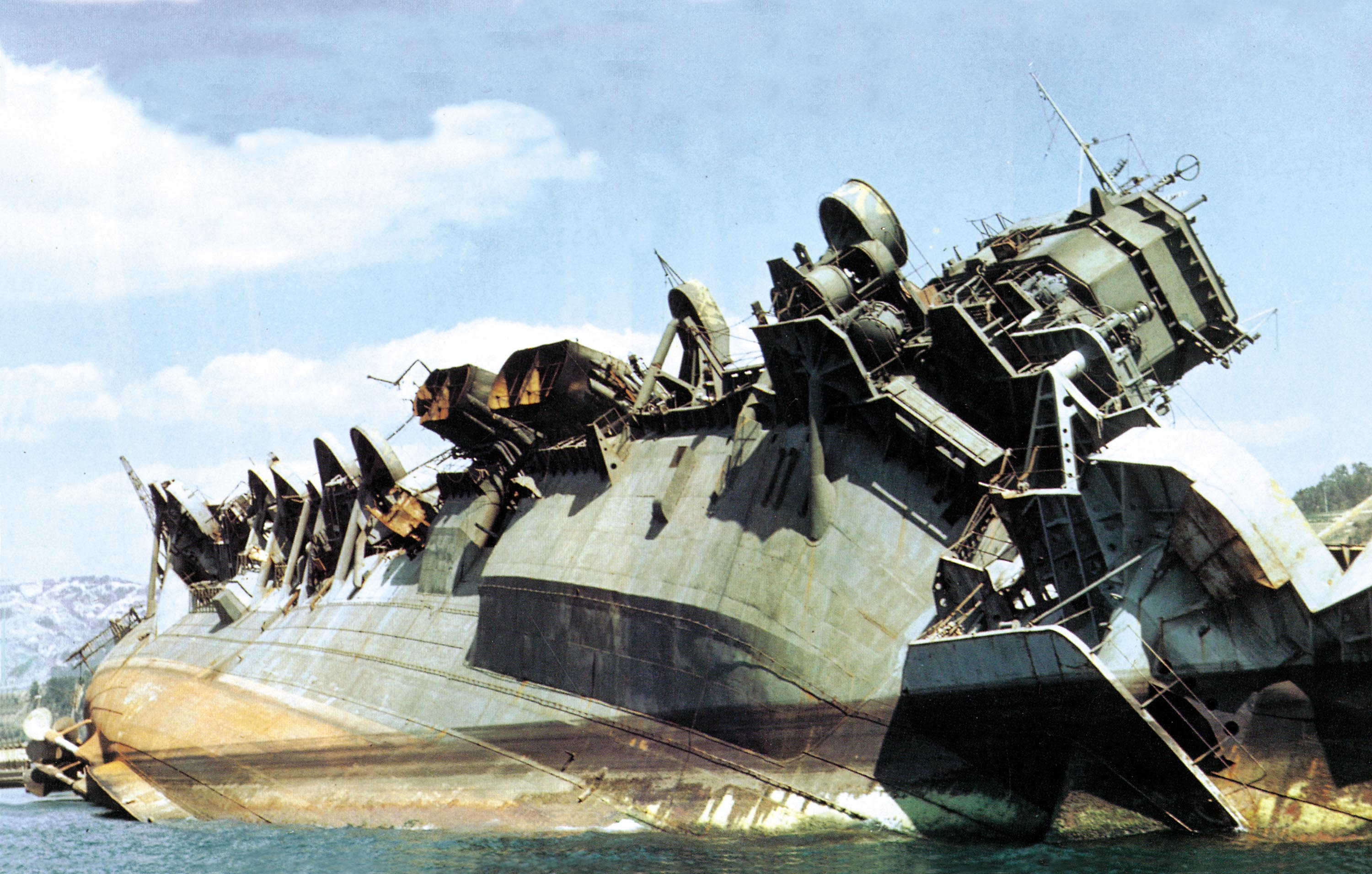
Wrak „Amagi” w porcie w Kure w 1946

Wrak został złomowany w 1947.

## Dowódcy
- Główny inspektor odbioru – kpt. Kamenosuke Yamamori – 27 czerwca 1943  – 10 sierpnia 1944
- kpt. Kamenosuke Yamamori – 10 sierpnia 1944 – 23 października 1944 (od 15.X. kontradmirał)
- kpt. Toshio Miyazaki – 23 października 1944 – 20 kwietnia 1945
- kpt. Shiro Hiratsuka – 20 kwietnia 1945 – 27 lipca 1945